# ФК Сушица 1929
ФК Сушица 1929 је српски фудбалски клуб из Крагујевца, и тренутно се такмичи у Првој лиги Крагујевца. Клуб је основан 1929. године, под именом ФК Карађорђе.

## Историја

### Сушица
Клуб је основан 1929. године под именом Карађорђе. Основали су га мештани истоименог крагујевачког насеља. Кроз историју клуб је имао успоне и падове, а најбоље резултате остварио је у другој половини деведесетих година када је играо у Другој лиги СР Југославије. Последњих година такмичи се у Зонском степену такмичења и Првој лиги Крагујевца.
У сезони 2017/18., Сушица је заузела 14. место у Зони Морава и за опстанак играла је против Копаоника из Лешка. У првој утакмици као гости поражени су са 4:1, али су у реваншу голом у 94. минуту победили са 3:0 и опстали у Зони.
Следеће сезоне, освајањем првог места у новоформираној Шумадијско-рашкој зони остварен је највећи успех у историји клуба пласманом у Српску лигу Запад, трећем такмичарском нивоу српског фудбала.
Након три сезоне успешног такмичења Српској лиги Запад, Сушица је 2022. године због финансијских проблема напустила такмичење.

### Сушица 1929
Клуб је променио име у Сушица 1929 и почео да се такмичи од најнижег степена − Треће лиге Крагујевца. У тој сезони Сушица је освојила треће место и кроз бараж се пласирала у виши ранг победом над Братством из Ердеча. Следеће сезоне су у Другој лиги Крагујевца освојили прво место и пласирали се у Прву лигу Крагујевца.

## Новији резултати
| Сезона   | Ранг | Лига                  | Позиција | ИГ  | Д  | Н  | П  | ГД | ГП | ГР  | Бод    | Куп                  |
| -------- | ---- | --------------------- | -------- | --- | -- | -- | -- | -- | -- | --- | ------ | -------------------- |
| 2011/12. | 5    | Прва лига Крагујевца  | 3.       | 30  | 14 | 7  | 9  | 72 | 42 | +30 | 49     | Није се квалификовао |
| 2012/13. | 5    | Прва лига Крагујевца  | 2.       | 30  | 21 | 4  | 5  | 60 | 34 | +26 | 67     | Није се квалификовао |
| 2013/14. | 5    | Прва лига Крагујевца  | 6.       | 28  | 15 | 5  | 8  | 68 | 38 | +30 | 47(-3) | Није се квалификовао |
| 2014/15. | 5    | Прва лига Крагујевца  | 12.      | 28  | 10 | 3  | 15 | 46 | 52 | -6  | 33     | Није се квалификовао |
| 2015/16. | 5    | Прва лига Крагујевца  | 1.       | 32  | 22 | 9  | 1  | 87 | 36 | +51 | 75     | Није се квалификовао |
| 2016/17. | 4    | Зона Морава           | 13.      | 28  | 8  | 4  | 16 | 34 | 53 | -19 | 28     | Није се квалификовао |
| 2017/18. | 4    | Зона Морава           | 14.      | 28  | 6  | 6  | 16 | 34 | 71 | -37 | 24     | Није се квалификовао |
| 2018/19. | 4    | Зона Шумадијско-рашка | 1.       | 36  | 19 | 6  | 1  | 66 | 30 | +36 | 63     | Није се квалификовао |
| 2019/20. | 3    | Српска лига Запад     | 8.       | 191 | 9  | 3  | 7  | 31 | 29 | +2  | 30     | Није се квалификовао |
| 2020/21. | 3    | Српска лига Запад     | 7.       | 34  | 14 | 10 | 14 | 45 | 34 | +11 | 52     | Није се квалификовао |
| 2021/22. | 3    | Српска лига Запад     | 12.      | 30  | 8  | 10 | 12 | 29 | 47 | -18 | 34     | Није се квалификовао |

- 1  Сезона прекинута након 19 кола због пандемије Корона вируса

## Галерија
- Стадион Сушице
- Утакмица Сушица - Слобода Ужице
- Утакмица Сушица - Слобода Ужице